# Liocranoeca vjosensis
Espèce
Liocranoeca vjosensis est une espèce d'araignées aranéomorphes de la famille des Liocranidae.

## Distribution
Cette espèce est endémique d'Albanie. Elle se rencontre dans la préfecture de Fier vers Mallakastër.

## Description
Le mâle holotype mesure 3,6 mm.

## Systématique et taxinomie
Cette espèce a été décrite par Komnenov en 2018.

## Étymologie
Son nom d'espèce, composé de vjos[a] et du suffixe latin -ensis, « qui vit dans, qui habite », lui a été donné en référence au lieu de sa découverte, la Vjosa.

## Publication originale
- Komnenov, 2018 : « Spiders (Arachnida: Araneae) of the floodplains of the Vjosa river, south Albania. » Acta ZooBot Austria, vol. 155, no 1, p. 197-212.